# 江崎站
江崎站（日语：／ Esaki eki */?）是位於山口縣萩市大字下田萬，西日本旅客鐵道（JR西日本）的山陰本線車站。從京都站出發，此站為首個在山口縣的車站，同時為山口縣最北車站。本站曾是急行「三瓶」「長門」的停靠站。1997年3月22日時間表修正後，在此路段上行走的定期急行列車全部取消，僅剩普通列車停站。

## 歷史
- 1928年（昭和3年）3月25日 - 國有鐵道山陰本線飯浦站至須佐站之間開業，此站啟用。為客運和貨運車站。
  - 當時車站地址為山口縣阿武郡田萬崎村（日语：江崎町）大字下田萬。
- 1940年（昭和15年）11月3日 - 田萬崎村實施町制，並改稱為江崎町（日语：江崎町），車站地址為山口縣阿武郡江崎町大字下田萬。
- 1955年（昭和30年）4月1日 - 隨著田萬川町（日语：田万川町）成立，車站地址為山口縣阿武郡田萬川町大字下田萬。
- 1978年（昭和53年）3月1日 - 終止貨物起卸業務。
- 1985年（昭和60年）3月14日 - 成為簡易委託車站。
- 1987年（昭和62年）4月1日 - 伴隨國鐵分割民營化，車站由西日本旅客鐵道（JR西日本）營運。
- 2005年（平成17年）3月6日 - 隨著萩市（第二次）成立，車站地址為現時位置。
- 2013年（平成25年）7月28日 - 發生暴雨（日语：平成25年7月28日の島根県と山口県の大雨），包含此站在內，益田站至長門市站之間暫停服務。
- 2013年（平成25年）11月9日 - 益田站至須佐站之間重開。在4個月後重開。

## 車站構造
車站是一座地面車站，設有2面2線的相對式月台，可進行列車交會。由於跨線橋老化，現時已經解毀。現時只使用車站大樓一方的舊上行月台。出発信號、場內信號機已經撤走，實際上只使用1座月台。
車站由長門鐵道部管理的簡易委託車站，設有POS終端。在下午5時時段為無人車站。車站內設有飲料自動販賣機。

## 使用狀況
以下為近年1日平均乘車人次列表：
| 乘車人次變化 | 乘車人次變化    |
| 年度         | 1日平均乘車人次 |
| ------------ | --------------- |
| 1999         | 144             |
| 2000         | 128             |
| 2001         | 114             |
| 2002         | 111             |
| 2003         | 89              |
| 2004         | 90              |
| 2005         | 78              |
| 2006         | 81              |
| 2007         | 69              |
| 2008         | 66              |
| 2009         | 60              |
| 2010         | 49              |
| 2011         | 43              |
| 2012         | 49              |
| 2013         | 53              |
| 2014         | 57              |
| 2015         | 50              |
| 2016         | 45              |
| 2017         | 30              |
| 2018         | 29              |

## 車站周邊
- 江崎港
- 國道191號（日语：国道191号）

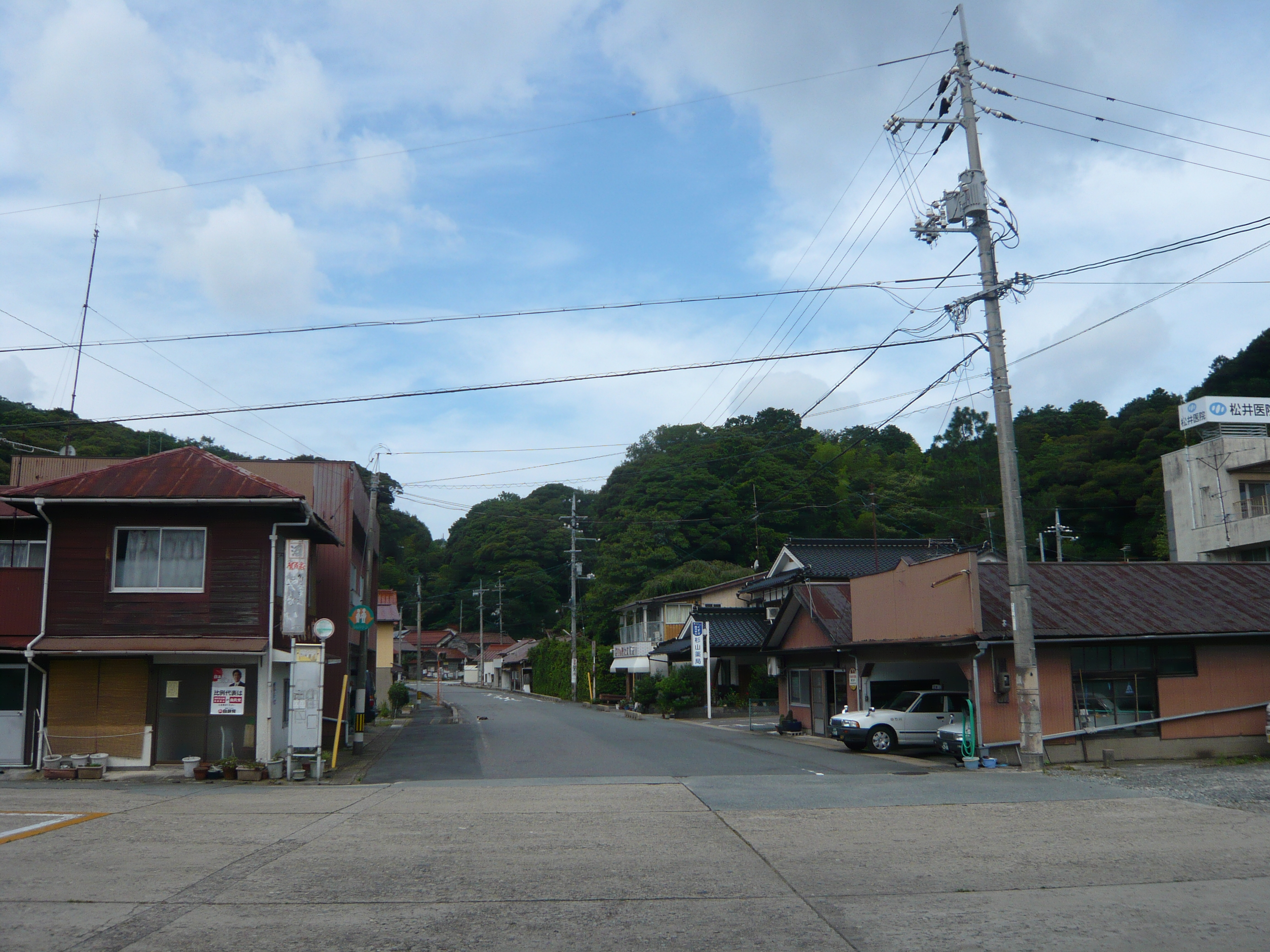
山陰線江崎站前

- 萩市田萬川綜合事務所（前田萬川町（日语：田万川町）公所）
- 江崎郵局
- 萩警署江崎幹部派出所
- 山口縣道14號益田阿武線（日语：島根県道・山口県道14号益田阿武線）
- 山口縣道17號津和野田萬川線（日语：島根県道・山口県道17号津和野田万川線）
- 山口縣道304号江崎停車場線
- 萩市立田萬川中學
- 萩市立多磨小學

## 相鄰車站
西日本旅客鐵道
■山陰本線
飯浦－江崎－須佐

## 注腳
1. ↑  山口縣統計年鑑

## 外部連結
- 江崎｜車站資訊：JR出門網 - 西日本旅客鐵道